# Malcolm I (Mormaer de Fife)
Pour les articles homonymes, voir Malcolm.
Máel Coluim  ou Maol Choluim  Ier de Fife anglicisé en Malcolm est l'un des plus obscurs Mormaer ou comte de Fife (vers 1204–1228).

## Éléments de biographie
Malcolm ou Máel Coluim II est le fils de Donnchadh II. Il épouse Matilda, la fille de Gille Brigte, comte de Strathearn. On le considère comme le fondateur de l'abbaye de Culross. Après sa mort sans héritier vraisemblablement en 1228 il a comme successeur son neveu  Máel Coluim II, fils de son frère cadet Donnchadh

## Source de la traduction
- (en) Cet article est partiellement ou en totalité issu de l’article de Wikipédia en anglais intitulé « Máel Coluim I, Earl of Fife » (voir la liste des auteurs).

## Sources
- (en) John Bannerman, « MacDuff of Fife », in A. Grant & K.Stringer (eds.) Medieval Scotland: Crown, Lordship and Community, Essays Presented to G.W.S. Barrow, (Edinburgh, 1993), pp. 20–38
- (en) Andrew McDonald « Macduff family, earls of Fife (per. c.1095–1371) » Oxford Dictionary of National Biography, Oxford University Press, 2004.